# Nicolas Delerive
Nicolas Delerive, appelé aussi Nicolau Delariva,, né en 1755 à Lille dans le département du Nord, en France, et mort en 1818 à Lisbonne, au Portugal, est un peintre français expatrié au Portugal.

## Biographie
Nicolas Louis Albert Delerive naît en 1755 à Lille. 
À dix-huit ans, il intègre l’École des beaux-arts de Lille académie des arts de Lille, où il apprend le portrait, la miniature et le dessin de médailles. Au Salon lillois des artistes, il obtient un premier prix en 1776. Il travaille pour le peintre Louis Joseph Watteau.
En 1778, il part pour Paris et continue sa formation dans l'atelier de Francesco Casanova, spécialiste des scènes de bataille.
De retour à Lille, en 1785, il épouse Françoise Canceler, et s'installe comme peintre de paysages et de scènes de chasse et de bataille.
Avec la Révolution française, Nicolas Delerive, de religion catholique, en désaccord avec les idées révolutionnaires, décide, en 1790, de s'expatrier, d'abord en Espagne, puis à Lisbonne au Portugal. Après avoir hispanisé son nom en Nicolau Delariva, il s'installe définitivement à Lisbonne en 1800. 
Proche de la cour royale du Portugal, il réalise de nombreux portraits royaux et, en 1814, celui du duc de Wellington.
Nicolau Delariva meurt en 1818 à Lisbonne. 
Ses œuvres sont exposées dans les musées portugais, brésiliens et britanniques.

## Galerie

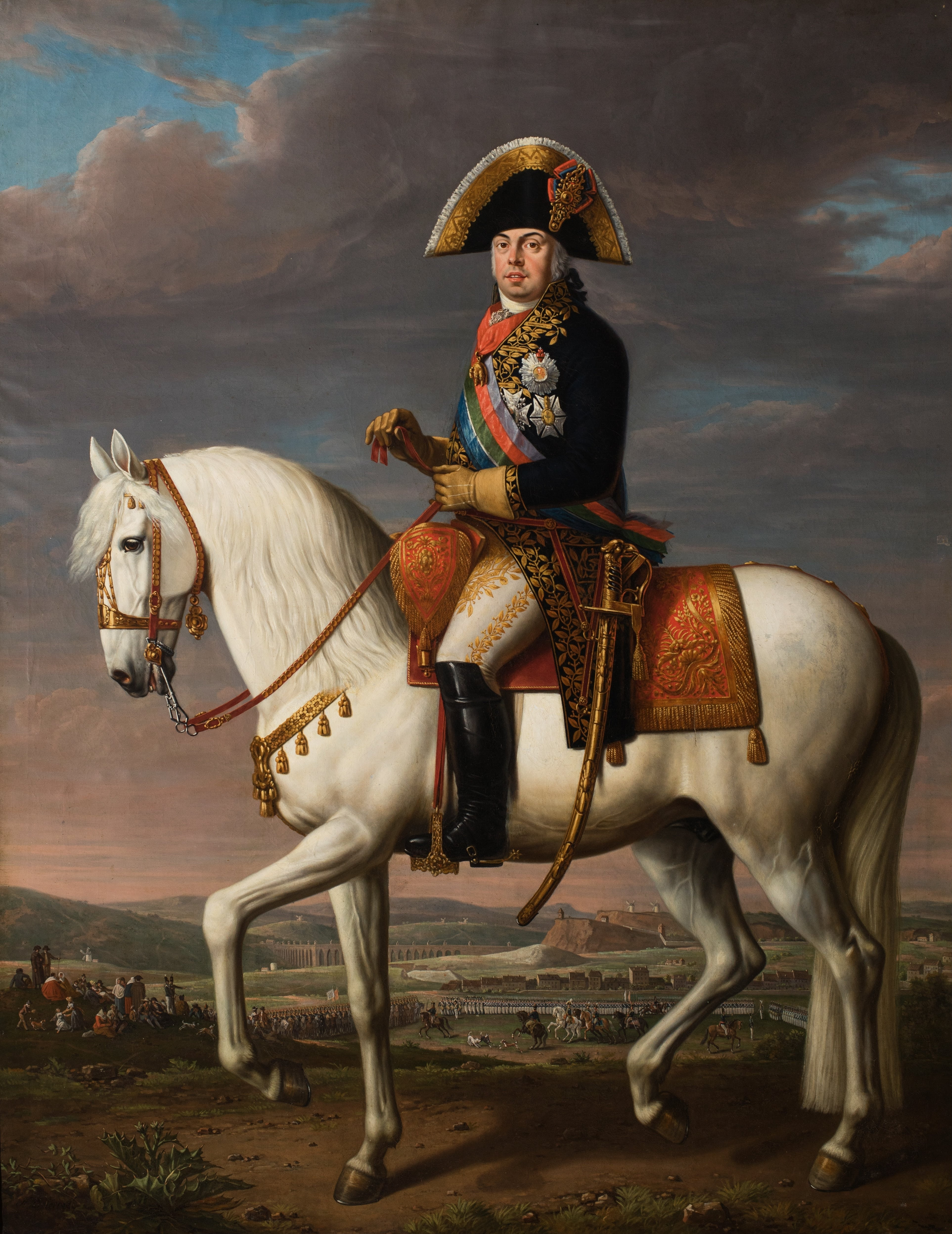
Jean VI (roi de Portugal).
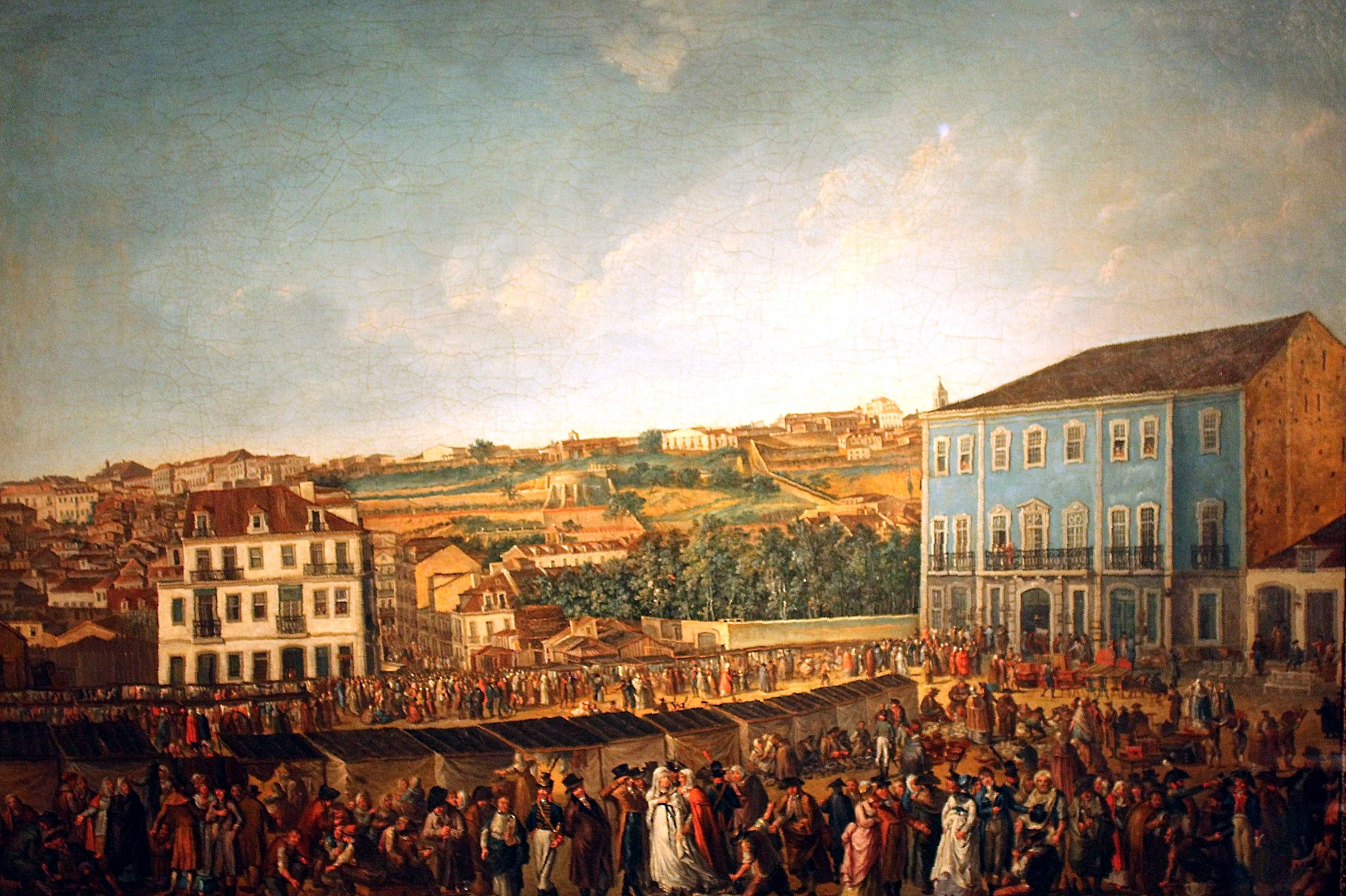
Praça da Alegria (place de la Joie) à Lisbonne.
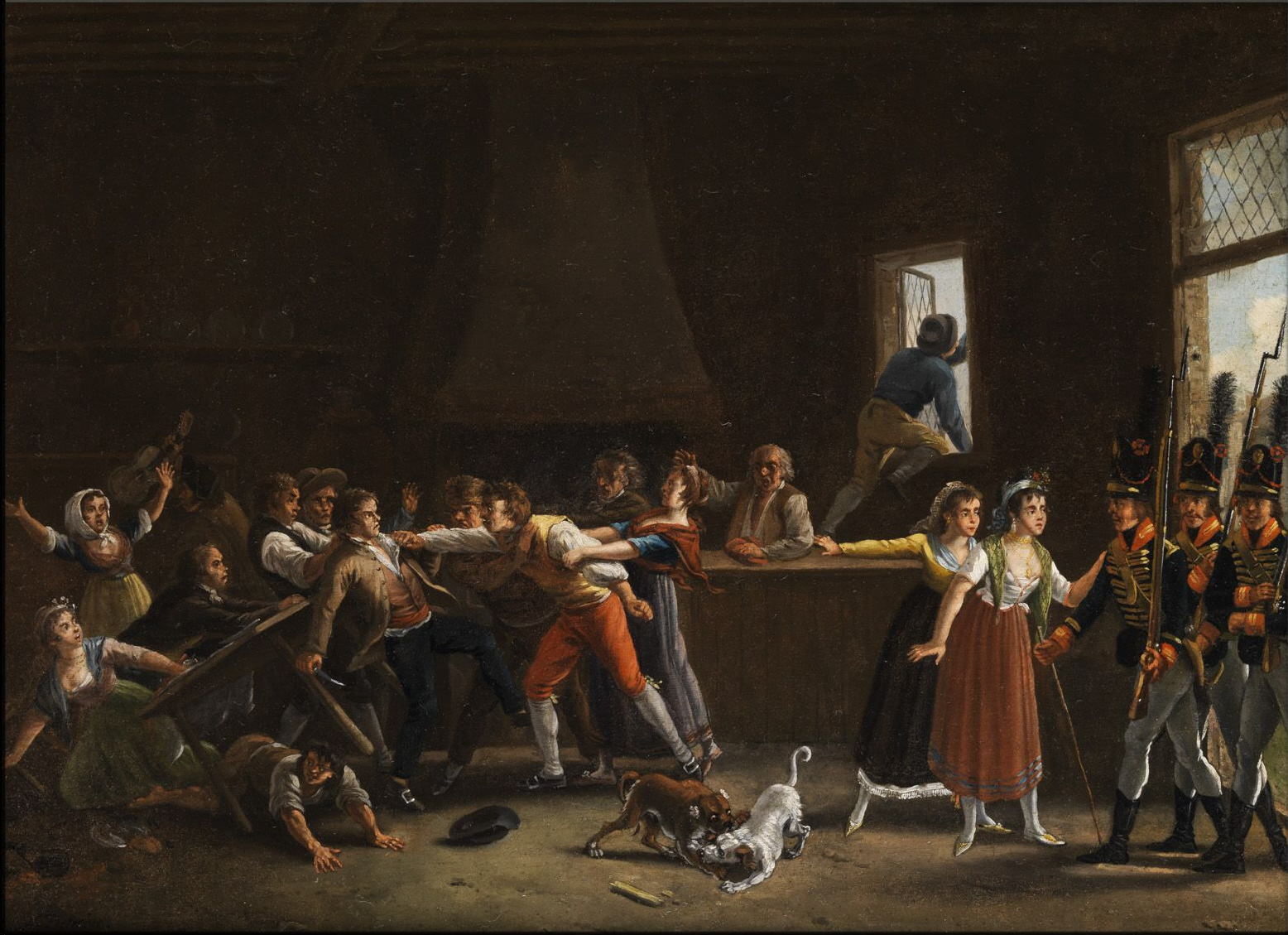
Bagarre dans une taverne.

## Pour approfondir